# Mistrovství Asie a Oceánie v ledním hokeji do 18 let 1991
Mistrovství Asie a Oceánie v ledním hokeji do 18 let 1991 byl osmý asijský U18 turnaj v ledním hokeji. Konal se od 3. do 9. března 1991 v Ťi-linu v Číně. Turnaje se zúčastnilo pět družstev, která hrála jednokolově každé s každým. Vítězství si připsali junioři Japonska před juniory domácí Číny a juniory Severní Koreje, přičemž první dva týmy měly po třech vítězstvích a vzájemnou remízu a o pořadí rozhodlo skóre ze všech zápasů.

## Výsledky
|    |               | Japonsko | Čína | Severní Korea | Jižní Korea | Mexiko | V | R | P | VG | OG  | B |
| 1. | Japonsko      | ***      | 5:5  | 7:1           | 7:0         | 43:0   | 3 | 1 | 0 | 62 | 6   | 7 |
| 2. | Čína          | 5:5      | ***  | 4:2           | 9:3         | 31:1   | 3 | 1 | 0 | 49 | 11  | 7 |
| 3. | Severní Korea | 1:7      | 2:4  | ***           | 2:0         | 13:0   | 2 | 0 | 2 | 18 | 11  | 4 |
| 4. | Jižní Korea   | 0:7      | 3:9  | 0:2           | ***         | 28:2   | 1 | 0 | 3 | 31 | 20  | 2 |
| 5. | Mexiko        | 0:43     | 1:31 | 0:13          | 2:28        | ***    | 0 | 0 | 4 | 3  | 115 | 0 |